# 白桦排站
白桦排站是位于黑龙江省大兴安岭地区加格达奇区白桦排乡的一个铁路车站，邮政编码165002。车站建于1965年，有富西铁路经过该站，现办理客货运业务，车站及其上下行区间均未电气化。车站距离富裕站345公里，隶属哈尔滨铁路局，是四等站。